# Bauphal
Bauphal är ett underdistrikt i Bangladesh. Det ligger i den södra delen av landet, 140 kilometer söder om huvudstaden Dhaka.
Trakten runt Bauphal består till största delen av jordbruksmark. Runt Bauphal är det tätbefolkat, med 982 invånare per kvadratkilometer.